# La Couarde-sur-Mer
La Couarde-sur-Mer – miejscowość i gmina we Francji, w regionie Nowa Akwitania, w departamencie Charente-Maritime.
Według danych na rok 1990 gminę zamieszkiwało 1029 osób, a gęstość zaludnienia wynosiła 117 osób/km² (wśród 1467 gmin regionu Poitou-Charentes La Couarde-sur-Mer plasuje się na 295. miejscu pod względem liczby ludności, natomiast pod względem powierzchni na miejscu 895.).